# Pierre Claver Damiba
Pierre Claver Damiba, né le 14 février 1937 à Koupéla (Haute-Volta, Afrique-Occidentale française) et mort le 1er mai 2024 à Ouagadougou (Burkina Faso),, est un économiste et homme politique burkinabé. 

## Biographie
Son prénom est un hommage au saint catholique Pierre Claver.

### Carrière
Pierre Claver Damiba est ministre du Plan et des Travaux publics de janvier 1966 à février 1971 ainsi que député de 1971 à 1974 et de 1978 à 1980. Il est le premier président exécutif de la Banque ouest-africaine de développement à Lomé au Togo. Il est ensuite conseiller Afrique du vice-président de la Société financière internationale, puis directeur du programme régional Afrique du Programme des Nations unies pour le développement. 

### Famille
Pierre Claver Damiba est le frère de Béatrice Damiba, ancienne membre du gouvernement.